# キチェ族
キチェ族（キチェぞく、K'iche'）は、マヤ人に属する民族で、グアテマラ高地のキチェ県、トトニカパン県およびその周辺に住む。マヤ語族のキチェ語を話す。キチェ語の話者は現代のマヤ諸民族のうちではもっとも人口が多く、グアテマラ全人口の11%を占める。

## 分布
キチェはキチェ県の全人口の65パーセント、トトニカパン県では96パーセントを占める。その南のソロラ県(35%)、ケツァルテナンゴ県(26%)、スチテペケス県(12%)もキチェの割合が多い。

## 文化
キチェは綿や毛織物の技術に優れていることで知られる。
先コロンブス期に書かれた文書は何も残っていないが、かつてのキチェ王国の王族は16世紀なかば以降にラテン文字でキチェ語の文書を記した。なかでも古い伝説や歴史を記した『ポポル・ヴフ』は優れた文学として知られるだけでなく、先コロンブス期のマヤ文明を知るための重要な資料価値がある。『Título de Totonicapán』はトトニカパンを統治していたキチェの土地領有に関する法律文書である。『ラビナル・アチ』はキチェ語の伝統舞踊劇で、口頭で伝えられたブラッスール・ド・ブールブールによって19世紀に出版された（ただし『ラビナル・アチ』はアチ族の舞踊劇であって、言語についてもアチ族の言語はキチェ語の方言でなくアチ語という別の言語とされることが多い）。ほかにもあまり有名でない文書がいくつか残っている。

## 歴史
キチェは後古典期のマヤ高地の支配的な民族であり、ウタトラン（クマルカフ）を首都とする軍事王国を築いた。王国の最盛期は1450年ごろで、その領土は今のメキシコのチアパス州南部のソコヌスコ地方から北のアルタ・ベラパス県までを覆い、人口は100万を越えた。キチェのみならず周辺の他民族を統治した。キチェの王族はトゥランの出身を自称していた。
1470年ごろにカクチケル族がキチェから独立するとキチェによる掌握の力は弱まった。
1542年にペドロ・デ・アルバラードの率いるスペイン軍とトラスカラ軍の同盟軍は、カクチケルの援助も得てキチェ王国を滅した。スペイン・トラスカラ同盟はウタトランの東にサンタ・クルス・デル・キチェを建設し、ウタトランのキチェ人はチチカステナンゴに強制移住させられた。
スペイン人による植民地化に伴う伝染病の蔓延によってキチェの人口は激減したが、それでも先コロンブス期からのリネージを元にした統治組織を維持した。キチェは常にスペイン人による政治・宗教的支配に抵抗し続けた。
1980年代にキチェの知識人は自らの伝統を強く意識するようになり、グアテマラ・マヤ言語アカデミー(ALMG)が結成された。アカデミーはグアテマラで話される21種類のマヤ語の正書法を定めた。アカデミーはまたマヤの伝統的な文化である手織の織物やコパルを炊く習慣、伝統的な暦などを促進している。

## 著名な人物
- リゴベルタ・メンチュウ - 1992年のノーベル平和賞受賞者。